# Pito (alimento)
Pito es el nombre genérico con el que, en Bolivia, se conoce a varios cereales molidos y hechos polvo para comerlos en forma directa o disolverlos en agua y tomarlos como refresco. Tras ser cosechados, los cereales deben ser secados, ventilados, tostados y finalmente molidos, ya sea en un batan grande o en una moledora eléctrica.
Quizás el pito más conocido en Bolivia sea el pito de cañahua, aunque también hay pito de cebada, de quinua, de arveja, de haba, de trigo, etc. Un pito conocido y consumido entre los niños se denomina Pito Llamita, una mezcla de pito de quinua, chocolate, azúcar y otros cereales; este es fabricado por la empresa El Cóndor.
Durante la pandemia de Covid-19 algunas personas comenzaron a consumir pito de diferentes cereales para subir sus defensas, dado que se considera un alimento muy nutritivo.